# Scotopteryx violacearia
Scotopteryx violacearia là một loài bướm đêm trong họ Geometridae.